# Campyloneurum abruptum
Campyloneurum abruptum är en stensöteväxtart som först beskrevs av Carl Axel Magnus Lindman, och fick sitt nu gällande namn av B.Léon. Campyloneurum abruptum ingår i släktet Campyloneurum och familjen Polypodiaceae. Inga underarter finns listade.